# Hawa Abdi
Hawa Abdi (en somalí : Xaawo Cabdi, en árabe: حواء عبدي‎ : حواء عبدي; Mogadiscio, 17 de mayo de 1947-Mogadiscio, 5 de agosto de 2020) fue una abogada, ginecóloga y activista por los derechos humanos somalí, conocida por ser fundadora y dirigente de la Fundación Dr. Hawa Abdi.

## Biografía
Hawa Abdi Dhiblawe nació en Mogadiscio, en Somalia. Su madre falleció por una complicación ginecológica, cuando Hawa tenía 12 años. Desde entonces, como hija mayor tuvo que atender a la familia.
En 1964, se benefició de una beca para proseguir sus estudios en la Unión Soviética. Estudió medicina en Kiev, donde obtuvo su licenciatura en 1971, consiguiendo así ser la primera mujer de Somalia con el título de ginecóloga. Al año siguiente, se matriculó en la Facultad de derecho en la Universidad de Mogadiscio.
En 1973, Abdi se casa y tiene su primer hijo dos años más tarde. Practica la medicina por la mañana y estudia derecho en su tiempo libre, sacando el título en el año 1979. En 1983, Abdi inaugura el centro para el desarrollo de la salud rural (Rural Health Development Organización (RHDO)) construido sobre un terreno que posee su familia en el sur de la región de Shabeellaha Hoose, a 30 km de Moda. Empieza con una clínica modesta, ofreciendo servicios de obstetricia gratuitos para las mujeres que viven en zona rural.
Cuando estalla la guerra civil en Somalia al principio de los años 1990, Abdi, bajo el impulso de su abuela que le aconseja utilizar sus calificaciones para hacer llegar la asistencia a las personas vulnerables, funda una nueva clínica, de 300 camas, abierta gratuitamente a todos, con cinco médicos —entre ellos dos de sus hijas— y una escuela para los refugiados, y los huérfanos.

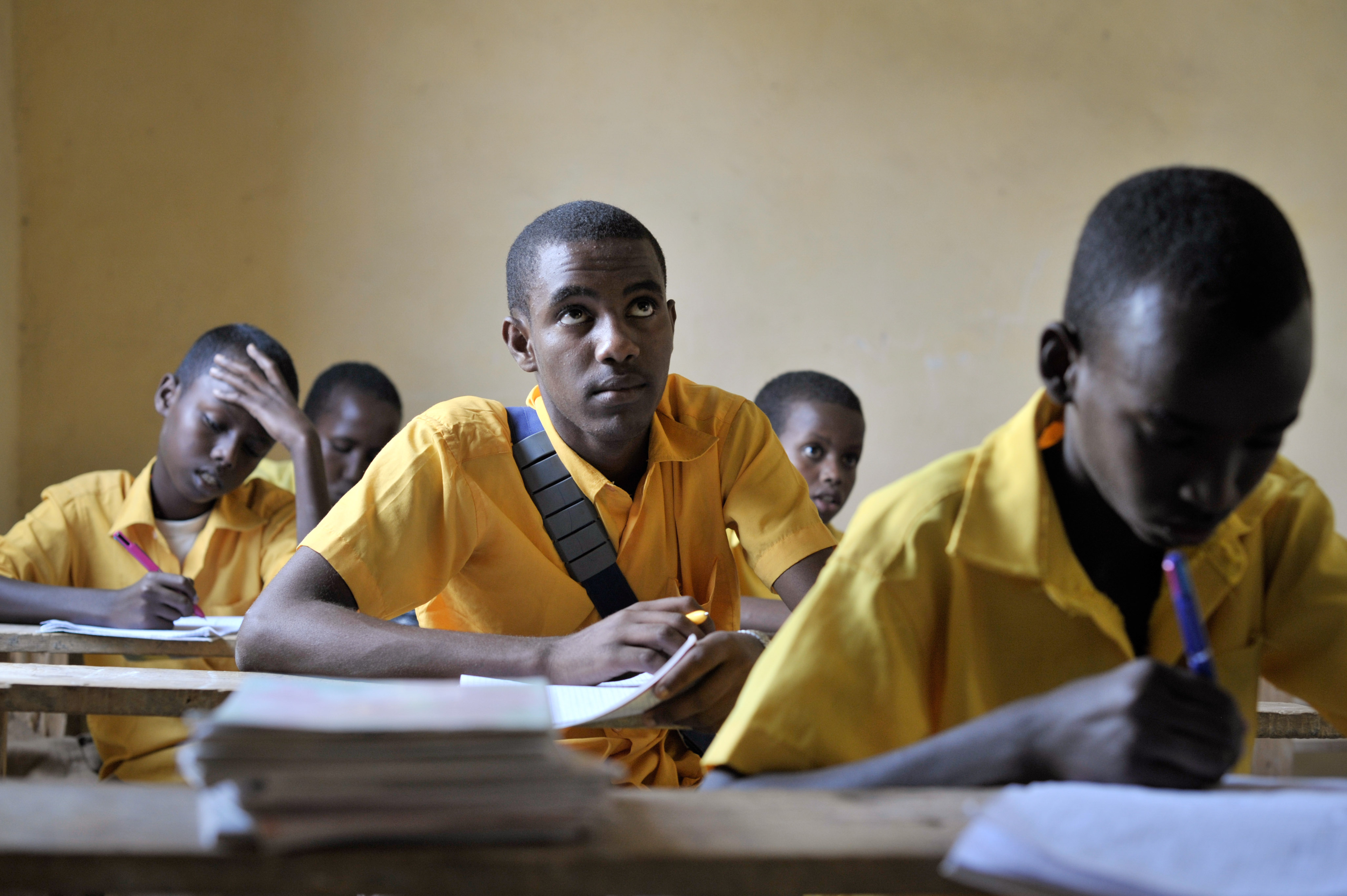
Estudiantes en clase en el Centro Abdi Hawa en Somalia, en septiembre de 2013.

A la organización RHDO se le da el nuevo nombre de Fundación Dr Hawa Abdi (Dr. Hawa Abdi Foundation, DHAF) en 2007. Se extiende gradualmente y comporta un campo humanitario, que recoge durante la crisis alimentaria en el Cuerno de África de 2011 hasta 90 000 personas.
Dos años antes, en lo más fuerte de la insurrección islámica de Al-Shabbaab en el sur de Somalia, los militantes asedian el complejo e intentan forzar a Hawa Abdi para que lo cierre. Los rebeldes abandonan después de una semana, gracias a la presión de la gente, las Naciones Unidas y otros grupos. Los militantes vuelven a invadir la región en febrero de 2012, consiguiendo que Abdi suspenda temporalmente los servicios hasta su retirada final.

### La Fundación Dr Hawa Abdi

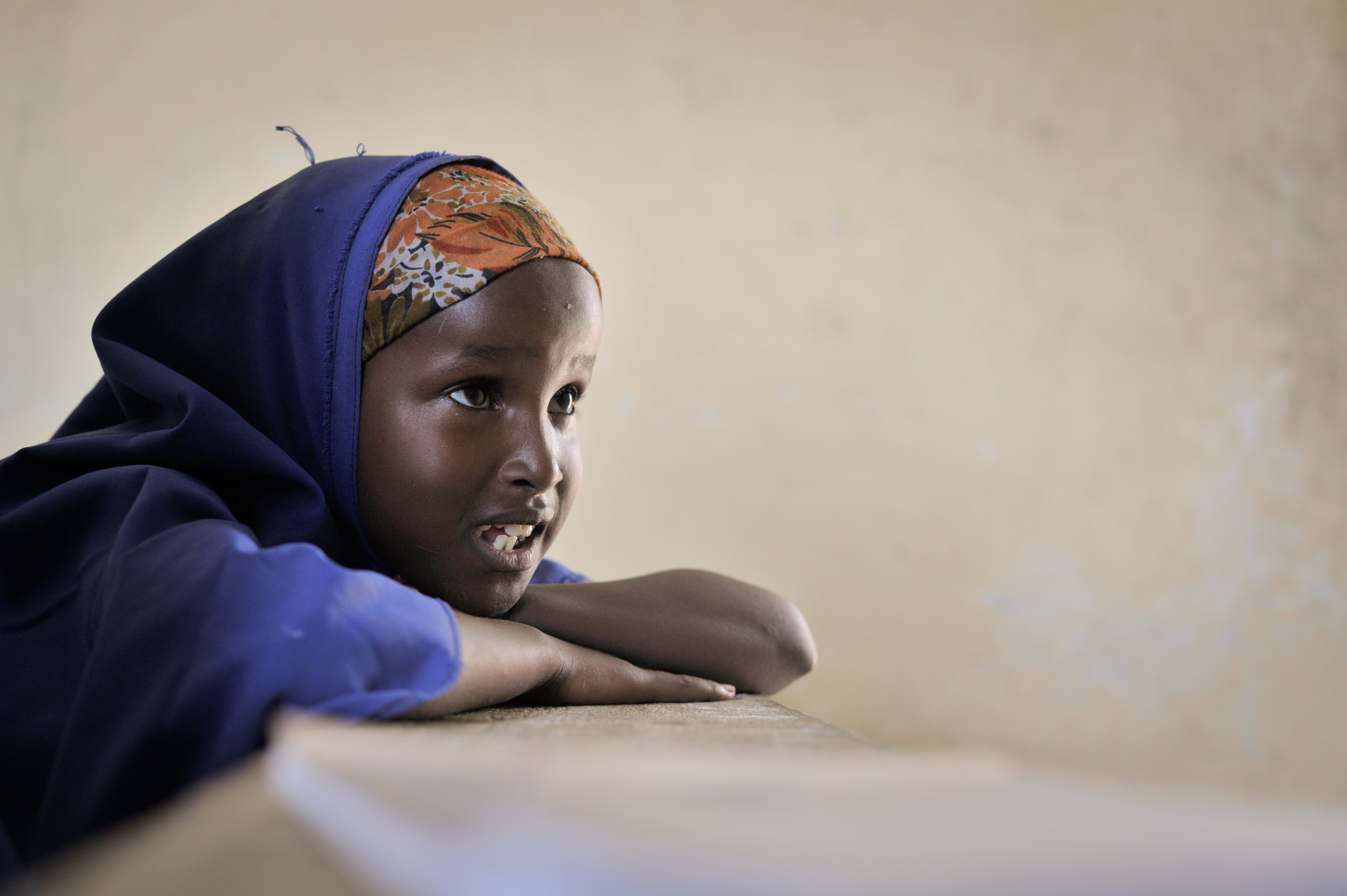
Joven somalí durante un curso de inglés en el Centro Abdi Hawa en Somalia, septiembre de 2013.

La Fundación Dr Hawa Abdi (DHAF) está dirigida por Abdi y sus dos hijas, Deqo y Amina Adan como adjuntas, que siguen los pasos de su madre como especialistas en obstetricia y ginecología.
El complejo del DHAF se compone de un hospital, una escuela y un centro alimentario y proporciona abrigo, agua y curas médicas a las mujeres y a los niños..
Aunque los servicios estén ofrecidos sin contrapartida, Abdi gestiona varios proyectos de pesca y de agricultura en el seno del complejo para inculcar la autosuficiencia en la alimentación. El hospital tiene una pequeña parcela de terreno, donde se cultivan verduras que luego son en parte vendidas para ayudar a cubrir las cuotas de mantenimiento.
La colecta de fondos para permitir el equipamiento del complejo y el aprovisionamiento de suministros médicos está asegurada esencialmente por las ayudas de los expatriados somalíes. Desde 2011, la organización ha recibido el apoyo de la Fundación «Women in the World».

## Premio y distinciones
- 2007, Abdi fue nombrada «Personalidad del Año» por Hiiraan Online.[3]
- 2010, La revista femenina Glamour la nombró a ella y sus dos hijas, entre sus «Mujeres del año 2010».[7]
- 2012, Abdi fue nominada para el Premio Nobel de la Paz[10][9] y el «BET's Social Humanitarian Award».[11]
- 2014, Abdi recibe el «Prix des quatre libertés de Roosevelt» a Middelburg, en los Países Bajos.[12]

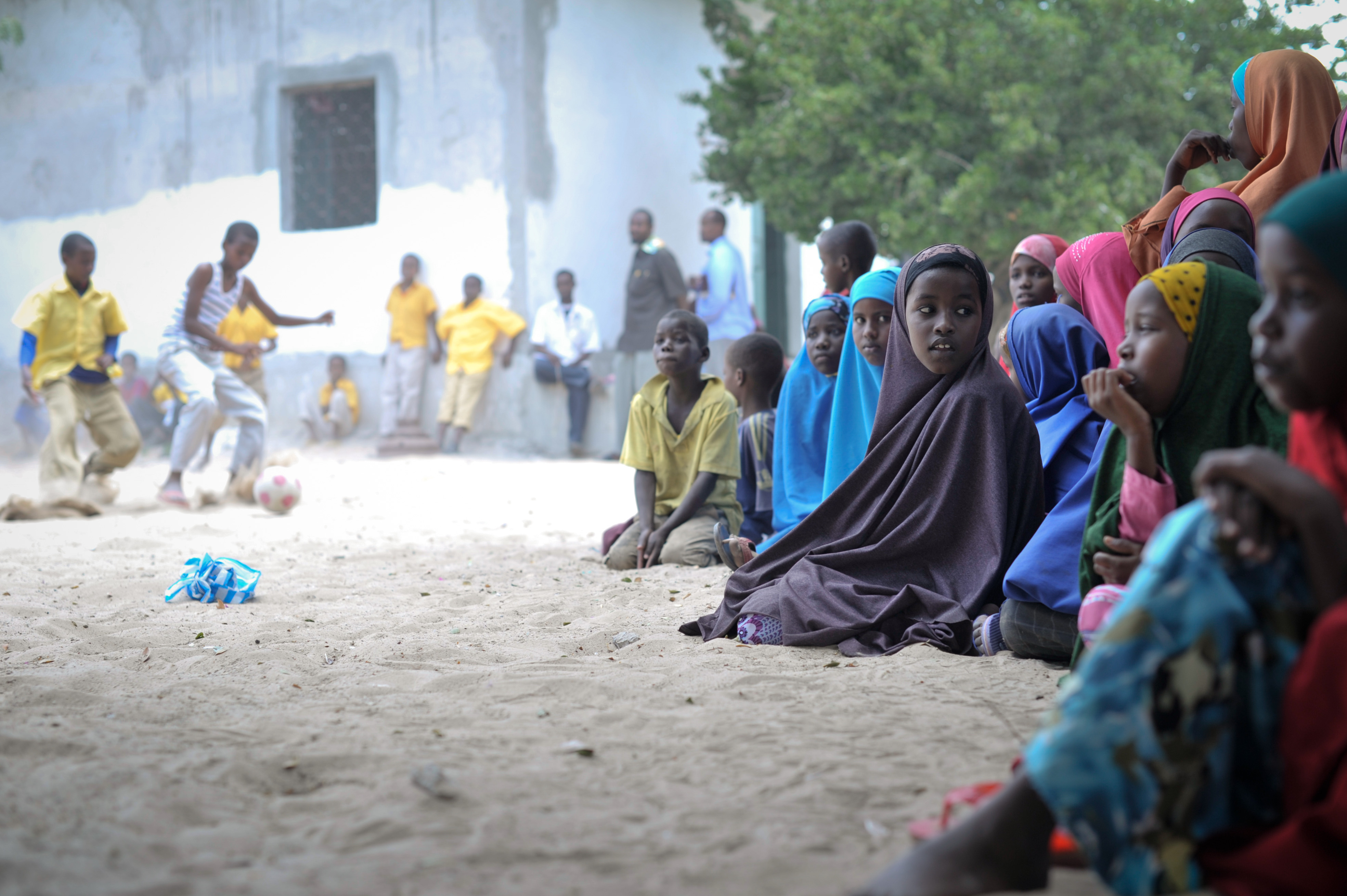
Niños en el centro creado por Hawa Abdi, y gestionado por su fundación.